# Отвір (техніка)

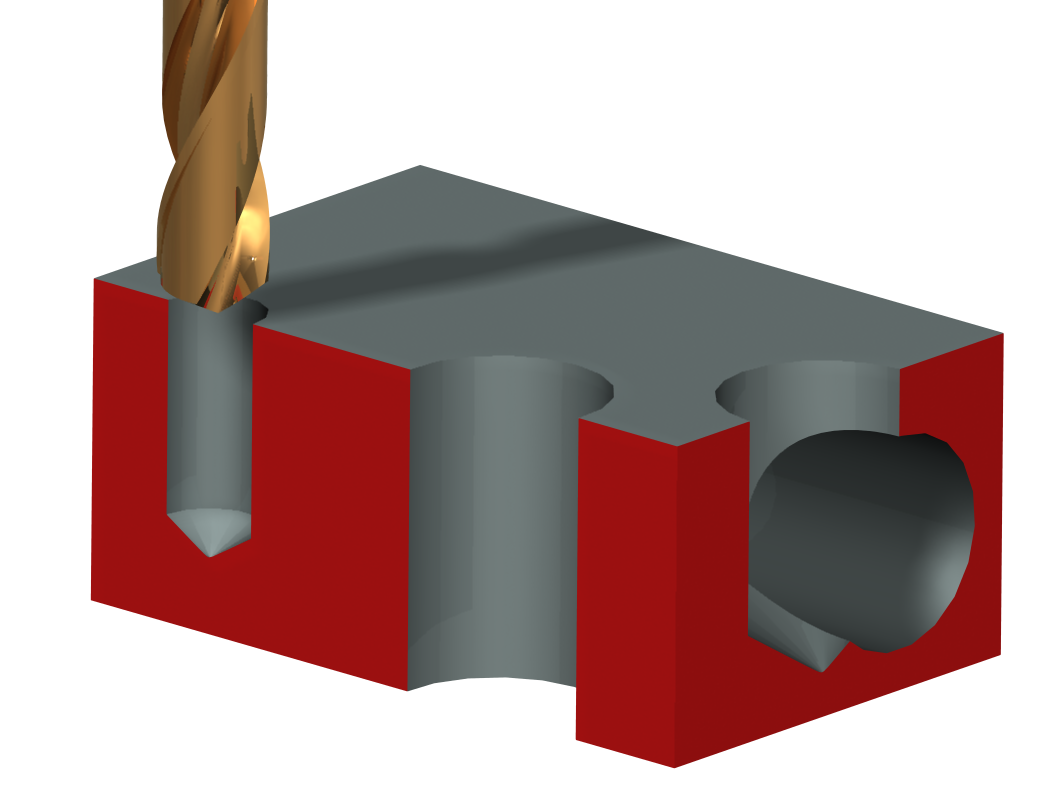
Типи отворів:
Ліворуч — ненаскрізний (глухий)
Посередині — наскрізний
Праворуч — наскрізний переривчастий.

Отвір — термін, що у системі допусків і посадок умовно застосовується для позначення внутрішніх елементів деталей, включаючи і нециліндричні елементи
У машинобудуванні, механічній обробці та інструментальному обладнанні отвір може бути глухим або наскрізним отвором (також називається наскрізним отвором або отвором із зазором).
Глухий отвір — це отвір, який розсвердлюється, просвердлюється або фрезерується на задану глибину без прориву до іншої сторони заготовки.
Наскрізний отвір — це отвір, який повністю проходить крізь матеріал предмета. Іншими словами, наскрізний отвір — це отвір, який проходить через щось. Мітчики, які використовуються для наскрізних отворів, як правило, мають конусну форму, оскільки вони різьблять швидше, а стружка буде вивільнена, коли мітчик виходить з отвору.